# Lenka Simerská
Lenka Simerská (* 29. března 1976 Tábor) je socioložka a expertka na problematiku postavení žen, regionální politička v Litoměřicích a Ústeckém kraji.

## Život
Lenka Simerská absolvovala sociologii a sociální politiku na Fakultě sociálních věd University Karlovy. Na Rutgers University studovala obor Pracovní studia a zaměstnanecké vztahy (Labor Studies and Employment Relations).

## Práce
PhDr. Lenka Simerská je socioložka, zabývá se tématy zlepšování podmínek na trhu práce, zejména odměňování, hodnota práce, sociální dialog, diverzita, inovační potenciál.
Od roku 2014 se věnuje individuální koučovací praxi.
Od roku 2016 pracuje na Ministerstvu práce a sociálních věcí (MPSV) jako hlavní gestorka systémového projektu „Rovnost žen a mužů na trhu práce se zaměřením na (ne)rovné odměňování žen a mužů”. Projekt se zkráceně nazývá „22% K ROVNOSTI”.

### Politika
Lenka Simerská je zastupitelkou za uskupení Více pro Litoměřice, jehož je též volební lídryní. V zastupitelstvu města Litoměřice je již od roku 2018.

## Dílo
- Lenka Simerská a kolektiv: Pracovní a rodinná praxe mladých lékařek, Sociologický ústav AV, 2000
- Lenka Simerská a kolektiv: Gender Budgeting, MPSV, 2004
- Lenka Simerská a kolektiv: Rozpočtování z hlediska žen a mužů, MPSV a MF, 2004 Archivováno 23. 4. 2021 na Wayback Machine.

### Média
- Dopřejme seberealizaci oběma partnerům, HN
- Leader talks, MPSV Archivováno 29. 4. 2021 na Wayback Machine.
- Rodina má dva příjmy..., Heroine